# Françoise Candau
Pour les articles homonymes, voir Candau.
Françoise Candau, née le 21 avril 1943, est une chimiste française spécialiste des polymères. Elle reçoit la médaille d'argent du CNRS en 1990.

## Biographie
Françoise Candau mène ses recherches à l'Institut Charles-Sadron de l'Université de Strasbourg où elle est responsable de l'équipe Colloïdes et Interfaces. Elle est spécialiste de la chimie physique des macromolécules. Elle étudie les colloïdes polymères, communément nommées latex et publie un ouvrage à ce sujet en 1990.

## Distinctions
- 1990: médaille d'argent du CNRS[4].